# H.O.M.O - en helgonkalender
H.O.M.O - en helgonkalender är en bok/kalender av Lars Gårdfeldt med foton av Elisabeth Ohlson Wallin. Boken porträtterar i 12 bilder homosexuella bisexuella och transpersoner som helgon eller bibliska personer. Gårdfeldt och Ohlson Wallin ( som båda kämpar för en ändrad syn på HBT-personer inom kyrkan) har gestaltat Rut & Noomi, den heliga Agata, den helige Josef, Katarina av Siena, Jeanne d'Arc, Roms första martyrer, Den heliga Birgitta, Laurentius, Sankt Petrus Claver, David & Jonatan, den heliga Leonard och Sankta Lucia och knutit dem samman med nu levande personers berättelser. Gårdefeldt och Ohlson Wallin vill med kalendern bland annat visa på att synen på homosexualitet idag inte skiljer sig så mycket från den syn man tidigare haft på kristna. Utifrån H.O.M.O - en helgonkalender skrev sedan Gårdfeldt sin doktorsavhandling, Hatar gud bögar? (2005). Fotona ställdes även ut i Ohlson Wallins utställning Helgon. 2007 följde Gårdefeldt och Ohlson Wallin tillsammans med Eva Dahlgren upp med utställningen In hate we trust.
| Månad     | Helgon               | Beskrivning |
| --------- | -------------------- | --- |
| Januari   | Rut & Noomi          | Ett lesbiskt par i Minsk visar sin kärlek till varandra. |
| Februari  | Den heliga Agata     | På bilden står transsexuella Caterina. Liksom Agata saknade hon bröst, men döms ut av kyrkan på grund av sin sexualitet.                                                                      |
| Mars      | Josef från Nasaret   | Liksom Josef och Maria har Ali tvingats på flykt från sitt land, men anledningen är att han är homosexuell.                                                                                   |
| April     | Katarina av Siena    | Intill Katarinas gravvård i Rom ligger Daniela i vit svepning, Katarina var de pestsjukas helgon, Daniela de HIV-smittades.                                                                   |
| Maj       | Jeanne d'Arc         | En ung man, Marc, poserar utanför katedralen i Orléans. Liksom Jeanne föddes han i en kvinnas kropp, men har valt att leva som en man.                                                        |
| Juni      | Roms första martyrer | På 200-talet föraktades de kristna i Rom, idag är det de homosexuella. Ett par, Sergio och Paul poserar utanför Colosseum                                                                     |
| Juli      | Den heliga Birgitta  | På 1300-talet förklarade Birgitta det förkastliga med kärlek mellan samkönade personer. När Ann-Sofie och Linda gifte sig 2000 var det fortfarande inte tillåtet att utföra vigseln i kyrkan. |
| Augusti   | Laurentius           | 1998 tände författaren Alfredo Ormando eld på sig själv, hela livet hade han hatats för sin homosexualitet. År 258 brändes Laurentius på samma plats för att han var kristen.                 |
| September | Petrus Claver        | I Kalendern jämförs han med Desmod Tutu, båda prästvigda och kämpar för människors lika värde.                                                                                                |
| Oktober   | David & Jonatan      | Istok och Petre gestaltar David och Jonatan. I Sarajevo kämpar de för homosexuellas rättigheter.                                                                                              |
| November  | Den heliga Leonard   | Leonard, de fängslade människornas helgon gestaltas av Ralph. Ralph klarade sig undan koncentrationsläger under kriget, men homosexualitet sågs i Tyskland som ett brott ända fram till 1969. |
| December  | Sankta Lucia         | Lucia gestaltas av Laura även hon från Syrakusa, båda kvinnorna har utsatts för hatbrott på grund av att de sagt nej till mäns frierier.                                                      |